# 1991년 시카고 영화 비평가 협회상
제4회 시카고 비평가 협회상은 1991년에 열린 시상식이다.

## 수상 및 후보

### 작품상
- 양들의 침묵 - 조나단 드미 수상

### 감독상
- 양들의 침묵 - 조나단 드미 수상

### 남우주연상
- 양들의 침묵 - 안소니 홉킨스 수상

### 여우주연상
- 양들의 침묵 - 조디 포스터 수상

### 남우조연상
- 벅시 - 하비 케이틀 수상

### 여우조연상
- 피셔 킹 - 메르세데스 룰 수상

### 각본상
- 양들의 침묵 - 테드 털리 수상

### 외국어영화상
- 내 책상 위의 천사 - 제인 캠피온 수상

### 촬영상
- 바톤 핑크 - 로저 디킨스 수상

### 유망남우상
- 보이즈 앤 후드 - 아이스 큐브 수상

### 유망여우상
- 케이프 피어 - 줄리엣 루이스 수상